# Liste der Stolpersteine in Winterswijk
Die Liste der Stolpersteine in Winterswijk umfasst die Stolpersteine, die vom deutschen Künstler Gunter Demnig in Winterswijk verlegt wurden, einer Gemeinde im äußersten Osten en der niederländischen Provinz Gelderland. Stolpersteine sind Opfern des Nationalsozialismus gewidmet, all jenen, die vom NS-Regime drangsaliert, deportiert, ermordet, in die Emigration oder in den Suizid getrieben wurden. Demnig verlegt für jedes Opfer einen eigenen Stein, im Regelfall vor dem letzten selbst gewählten Wohnsitz.
Die ersten Verlegungen in dieser Gemeinde fanden am 21. Juni 2012 statt.

## Verlegte Stolpersteine
In Winterswijk wurden sechs Stolpersteine an zwei Anschriften verlegt.
| Stolperstein | Übersetzung | Verlegort        | Name, Leben                             |
| ------------ | --- | ---------------- | --------------------------------------- |
|              | HIER WOHNTE ABRAHAM KAREL GANS GEB. 1930 DEPORTIERT 1942 AUS WESTERBORK ERMORDET 11.12.1942 AUSCHWITZ           | Misterweg 95     | Abraham Karel Gans (1930–1942)          |
|              | HIER WOHNTE ALEXANDER EMANUEL GANS GEB. 1897 DEPORTIERT 1942 AUS WESTERBORK ERMORDET 11.12.1942 AUSCHWITZ       | Misterweg 95     | Alexander Emanuel Gans (1897–1942)      |
|              | HIER WOHNTE JACOB GANS GEB. 1880 VERHAFTET 2.8.1942 DEPORTIERT 1942 AUS WESTERBORK ERMORDET 3.12.1942 AUSCHWITZ | Ratumsestraat 27 | Jacob Gans (1880–1942)                  |
|              | HIER WOHNTE JUDITH EMMA GANS GEB. 1926 DEPORTIERT 1942 AUS WESTERBORK ERMORDET 11.12.1942 AUSCHWITZ             | Misterweg 95     | Judith Emma Gans (1926–1942)            |
|              | HIER WOHNTE SIDONIA GANS- KIRSCHNER GEB. 1898 DEPORTIERT 1942 AUS WESTERBORK ERMORDET 11.12.1942 AUSCHWITZ      | Misterweg 95     | Sidonia Sara Gans-Kirschner (1898–1942) |
|              | HIER WOHNTE CHARLOTTE GANS- ZUNTZ GEB. 1881 DEPORTIERT 1942 AUS WESTERBORK ERMORDET 3.12.1942 AUSCHWITZ         | Ratumsestraat 27 | Charlotte Gans-Zuntz (1881–1942)        |

## Verlegedatum
- 21. Juni 2012